# Garda Elvețiană Pontificală

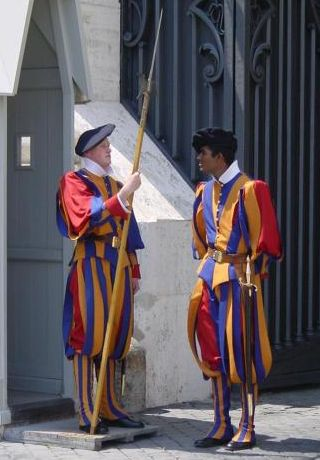
Garda Elveţiană Pontificală
Soldatul din stânga este înarmat cu o halebardă, iar cel din dreapta, cu o spadă

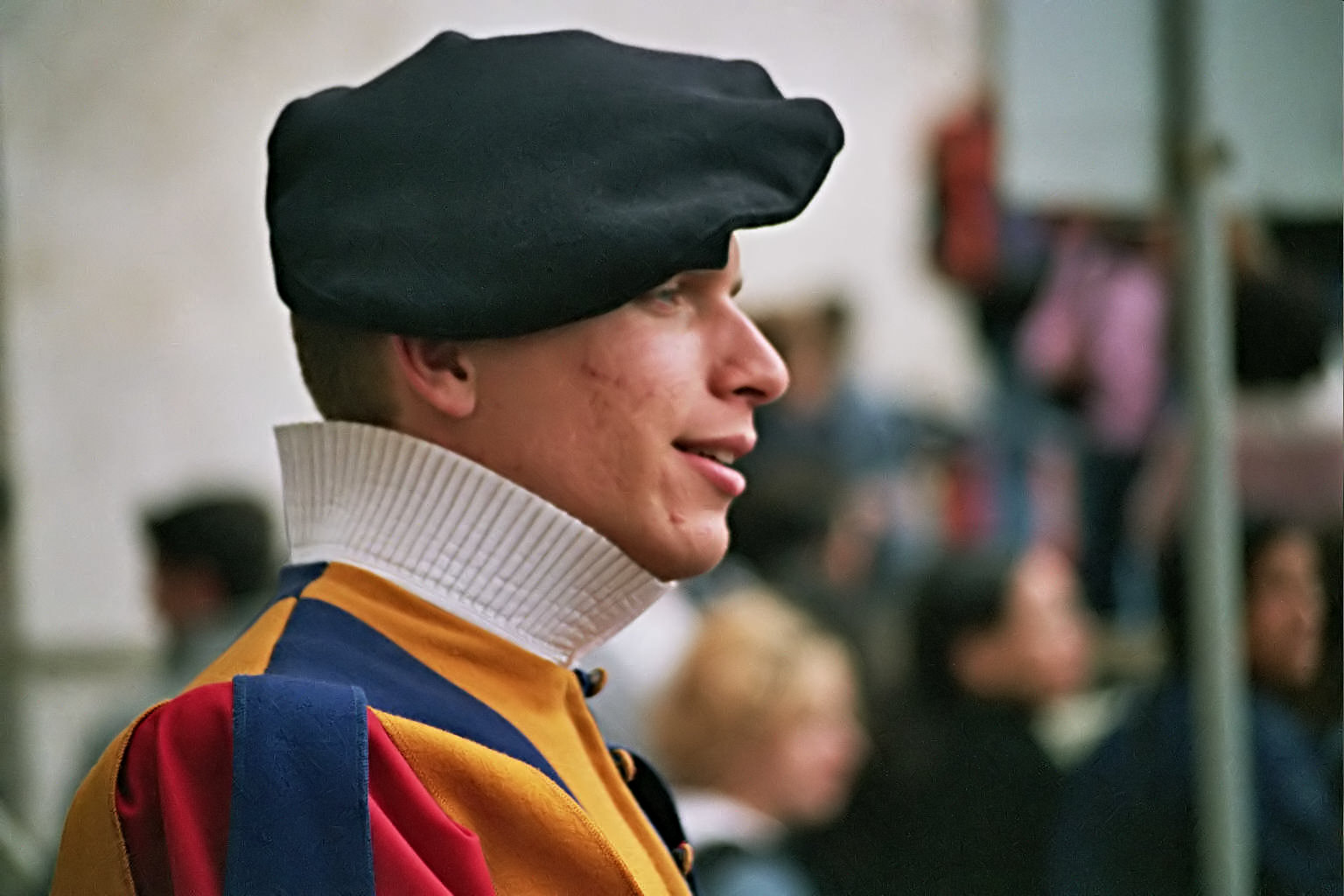
Garda Elveţiană Pontificală (detaliu)

Garda Elvețienă Pontificală este un corp militar aflat în serviciul papei din 1506. În data de 22 ianuarie a acelui an, un grup de 150 de elvețieni din Cantonul Uri, aflați în serviciul papei Iulius al II-lea, au defilat pentru prima oară prin Roma, intrând prin Porta del Popolo sub comanda căpitanului Kaspar von Silenen. Un acord ce prevedea recrutarea de mercenari elvețieni pentru acest serviciu fusese încheiat încă din anul 1479 între confederația elvețiană și Papa Sixt al IV-lea.

## Rolul Gărzii Elvețiene Pontificale
Garda Elvețiană a fost angajată în principal pentru serviciul de pază al papei, participând însă și la numeroase lupte. Dintre acestea merită amintită, în primul rând, confruntarea armată din 6 mai 1527 din timpul jefuirii Romei (așa numitul „Sacco di Roma”, 1527) de către trupele contestatarului duce de Bourbon, sacrificiul Gărzilor Elvețiene permițând papei Clement al VII-lea să-și salveze viața. Din 189 elvețieni au scăpat atunci cu viață numai 42, mai precis cei care, în ultimul moment, l-au însoțit pe pontif în fuga sa de-a lungul Pasajului Borgo (Borgo, cartier al Romei), pasaj ce leagă Vaticanul de Castelul Sant'Angelo. O lună mai târziu, pe 5 iunie, Clement al VII-lea s-a predat.
După cucerirea Romei de către trupele Regatului Italiei în 1870, gărzile elvețiene au fost însărcinate doar cu protecția personală a Papei. În 1914, Papa Pius al X-lea a stabilit numărul de soldați care alcătuiesc acest corp special la 100, plus 6 ofițeri (inclusiv comandantul gărzii).
În prezent, Garda Elvețiană se ocupă de siguranța papei și a Statului Vatican, supraveghind apartamentele palatului papal și menținând ordinea pe timpul ceremoniilor religioase.
Apartenența la Garda Elvețiană cere:
- sex masculin;
- cetățenie elvețiană;
- religie catolică;
- satisfacerea stagiului militar în armata elvețiană, încheiat cu obținerea unui „certificat de bună purtare”;
- vârsta între 19 și 30 de ani;
- înălțimea peste 174 centimetri;
- celibatar (căsătoria este admisă numai de la gradul de caporal în sus).

## Uniforma

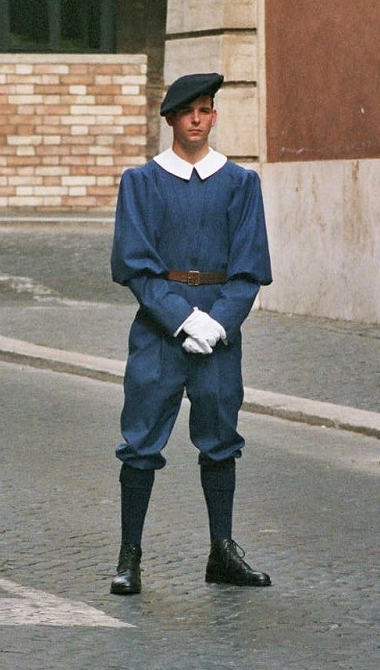
Un membru al Gărzii în uniforma de lucru

Uniforma oficială a Gărzii Elvețiene, în stilul epocii Renascentiste, asociază culorile albastru, roșu și portocaliu. Se spune că această uniformă ar fi fost creată după un desen-proiect al lui Michelangelo; bineînțeles, această origine este legendară, știindu-se precis că actuala uniformă a fost concepută de Comandantul Jules Repond în 1914, care s-a inspirat, pe câte se pare, din picturile lui Rafael.
Acest corp de armată dispune și de o uniformă de lucru, mai comodă decât cea oficială de protocol: această uniformă de lucru constă din pantaloni și bluză de culoare albastră precum și dintr-o beretă de culoare neagră (cum se poate vedea în imaginea alăturată).

## Motto-ul Gărzii Elvețiene Pontificale
Acriter et fideliter - în limba latină „curajos și fidel” (sau „cu bărbăție și fidelitate”).

## Cazul Estermann
Pe data de 4 mai 1998, comandantul Gărzii Elvețiene, colonelul Alois Estermann, soția sa Gladys Meza Romero și vice-caporalul Cédric Tornay au fost găsiți morți în apartamentul colonelului. Ancheta oficială a Vaticanului a stabilit că Cédric Tornay era responsabil de moartea colonelului și a soției sale, Tornay fiind nemulțumit pentru că colonelul îi imputase faptul că nu se întorsese în cazarmă la ora stabilită de regulament și pentru că nu fusese ales să facă parte din garda de onoare a Papei. O anchetă paralelă condusă de mama lui Tornay și de către avocații francezi Jacques Vergès și Luc Brossolet a contestat concluziile la care au ajuns autoritățile papale.
Zece ore înaintea descoperirii corpului fără viață, colonelul Estermann fusese numit de Ioan Paul al II-lea comandant al Gărzii Elvețiene. „Este o onoare”, declarase Estermann ziarului elvețian Le Matin. „Este o mare responsabilitate - continua ofițerul în interviul său - dar în spatele acestei alegeri, văd voința lui Dumnezeu, care mă va ajuta.”
Esterman făcea parte din Garda Elvețiană din anul 1980 și se făcuse remarcat în 1981 când, cu ocazia atentatului împotriva Papei, se urcase pe autovehiculul în care se afla Papa pentru a-l proteja pe acesta cu corpul său.
Acest incident a determinat modificarea regulamentului Gărzii Elvețiene, fiind schimbate procedurile de evaluare a recruților, de formare și promovare în funcție, fiind inițiate, de asemenea, noi campanii de recrutare.